# Ghiacciaio Skua
Il ghiacciaio Skua è un ghiacciaio tributario situato nella Terra di Oates, in Antartide. Il ghiacciaio, il cui punto più alto si trova a circa 1900 m s.l.m., fluisce in direzione nord-est scorrendo lungo il versante sud-occidentale del picco Tricorno, nella regione settentrionale dei monti Miller, fino a unire il proprio flusso a quello del ghiacciaio Marsh.

## Storia
Il ghiacciaio Skua fu scoperto dal reparto settentrionale di una spedizione neozelandese di ricognizione geologica in Antartide svolta tra il 1961 e il 1962, e fu così battezzato in virtù delle skue, uccelli simili a gabbiani, avvistate nella parte inferiore del ghiacciaio nel dicembre del 1961.